# Bükkösök

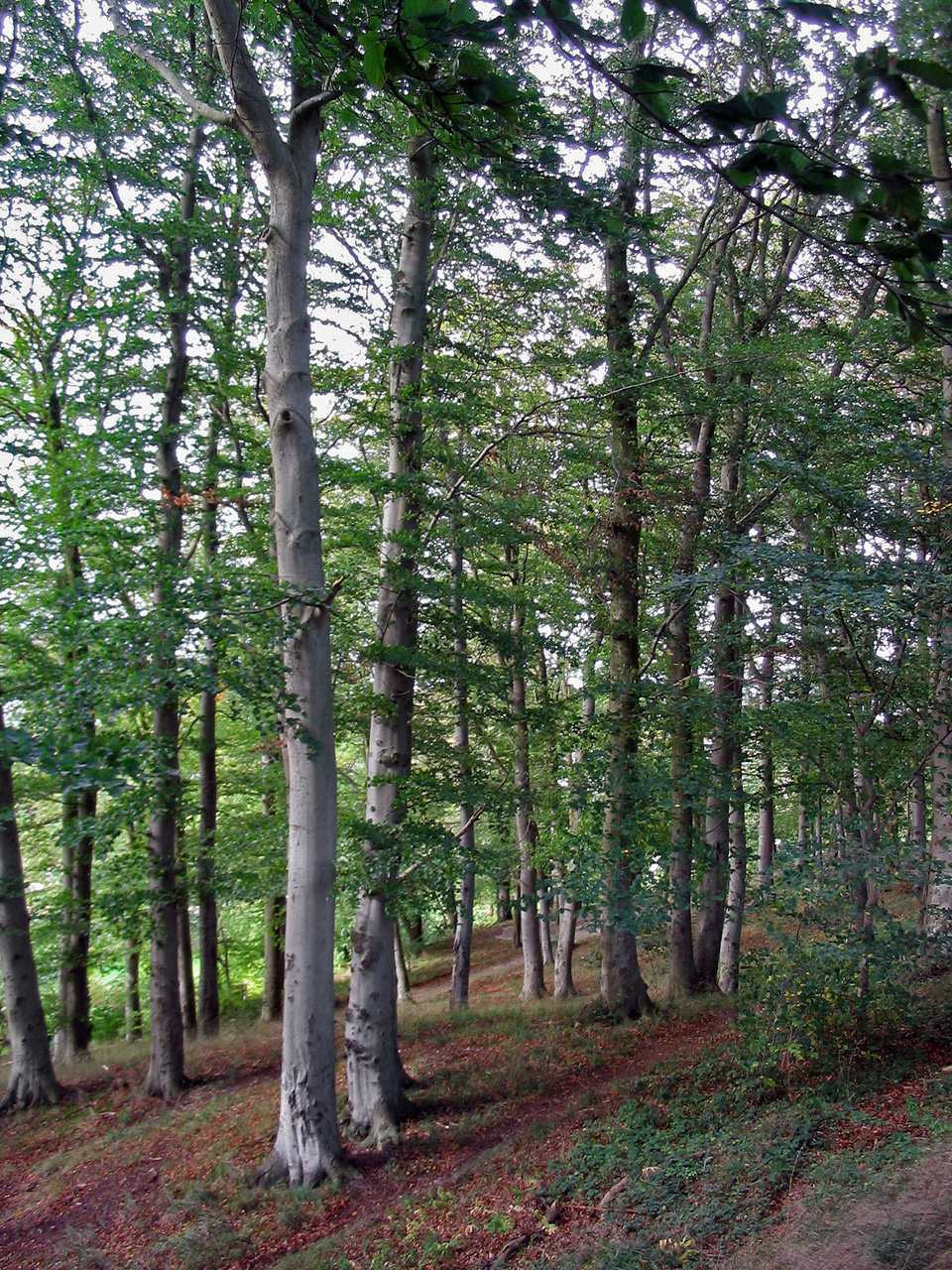
A bükkösök hazánkban középhegységek 600 m feletti zónájában, a nedvesebb, hidegebb völgyekben, és a csapadékos dombságokon fordulnak elő

A bükkösök (Fagio medio-europaeum) a valódi mérsékelt övi lomberdők biomjába tartozó fás növénytársulások, melyeknek vezető, azaz kompetítor fajai a bükkök (Fagus silvatica). Közép-Európa csapadékos, kiegyenlített éghajlatú hegyvidékein – Nyugat-Európában a nedvesebb dombsági területeken is – bükkerdők váltják fel a különféle tölgyeseket, elsősorban a gyertyános-tölgyeseket, melyek a 250–400 m közötti magasságot kedvelik. A 400–600 m közötti területeken vegyesen találhatók bükkfák és tölgyek, gyertyánokkal elegyedve, ám 600 m-től a bükkösök veszik át a vezető szerepet. Dél-Európában a bükkerdők jóval magasabb területeken kezdődnek, mintegy 1000–1800 m körül. A bükkösök termése a bükkmakk. 
A bükkösök igen magas erdőknek mondhatók, a fák átlagmagassága eléri a 25–35 m-t, a lombkorona egyszintű, és szorosan záródik, mivel a bükkfák a lehető legnagyobb felületet akarják kihasználni a fotoszintézishez. Így a fény szinte alig jut le az alsóbb részekre, nyáron állandó félhomály honol a bükkösök belsejében. Emiatt a cserjeszint nagyon gyér, szinte kizárólag fiatal bükkfákból, magoncokból, csemetékből áll. A gyepszint csak kora tavasszal, a lombfakadás előtti időben gazdag, és elsősorban hagymás és gumós növényekből áll, melyek képesek már nagyon korán kihajtani, virágot hozni, és termést érlelni. Mire a bükkfák levelei kihajtanak, ezek a növények már elvirágzanak. Ilyen jellegzetes kora tavaszi hagymások például a medvehagyma (Allium ursinum), a csillagvirág (hazánkban Scilla bifolia, Nyugat-Európában főképp Scilla non-scripta), hóvirág (Galanthus nivalis); gumós növények például a különféle keltikefajok (Corydalis cava, Corydalis solida stb.). Előfordulnak gyöktörzses fajok is, mint például a szellőrózsa (Anemone nemorosa, Anemone ranunculoides).
A bükkösökben általában egy-egy növényfaj lesz uralkodóvá az aljnövényzetben, így ezek alapján különböző bükkerdőtípusok különíthetők el: gyöngyperjés-bükkös, mügés-bükkös, szélfüves-bükkös, bükksásos-bükkös, medvehagymás-bükkös, magaskórós-bükkös, páfrányos-bükkös stb. 
A bükkösök számos változatát a növénytársulástan osztályozza, így a hazai bükktársulások a következőféleképpen rendszerezhetők:
- Közép-európai bükkösök (Fagion medio-europaeum)
  - Valódi bükkösök (Eu-Fagion)
    - Magashegységi bükkösök (Aconito-Fagetum)
    - Mészkedvelő (neutro-bazifil) bükkösök (Melitti-Fagetum)
    - Jegenyefenyves-bükkös (Abieti-Fagetum noricum)

  - Sziklaerdők (Cephalanther-Fagion)
    - Seslerio hungaricae-Fagetum
- Illír bükkösök (Fagion illirycum)
  - Dél-dunántúli bükkösök (Vicio oroboidi-Fagetum)
  - Mecseki bükkösök (Helleboro odoro-Fagetum)
- Mészkerülő bükkösök (Deschampsio-Fagion).

A florisztikai viszonyok miatt a Kárpát-medencén belül számos bükkerdőegység lelhető föl, melyek alapján hasonlóan jól rendszerezhetők a bükkerdők, például északi-középhegységi bükkösök, tátrai bükkösök, északkelet-kárpáti bükkösök, székelyföldi bükkösök, dél-kárpáti bükkösök, kelet-kárpáti bükkösök, bihari bükkösök, aldunai bükkösök. Itt aztán a fenti osztályzásnak megfelelően más-más típus jelenik meg. Például a kelet-kárpáti bükkösök az Abieti-Fagetum típusba sorolhatók, azaz jegenyefenyves bükkösök a legelterjedtebbek.